# Зеленецкий, Владимир Серафимович
Влади́мир Серафи́мович Зелене́цкий (укр. Володимир Серафимович Зеленецький; 4 февраля 1937, станция Розовка, Люксембургский район, Днепропетровская область, Украинская ССР, СССР — 1 июня 2013, Харьков, Украина) — советский и украинский учёный-правовед. Доктор юридических наук (1990), профессор (1991), действительный член Национальной академии правовых наук Украины (2008). Заслуженный деятель науки и техники Украины (1999).
Был деканом вечернего факультета в Харьковском юридическом институте, заведующим кафедрой надзора за следствием и дознанием и профессором в харьковском филиале Института повышения квалификации Прокуратуры СССР/Генеральной прокуратуры Украины, заместителем директора и главным учёным секретарём НИИ изучения проблем преступности АПрН Украины, профессором кафедры уголовного процесса Национального университета «Юридическая академия имени Ярослава Мудрого».
Специализировался в области уголовного процесса и других наук уголовно-правового цикла. Занимался изучением стадий уголовного процесса, детально исследовал его досудебную стадию. Изучал науковедение, и боролся с академической непорядочностью. Изобличал в плагиате учеников Александра Бандурки.

## Биография
Родился 4 февраля 1937 года на станции Розовка Люксембургского района Днепропетровской области Украинской ССР. Родители Владимира — Серафим Антонович (1908—1943) и Татьяна Трифоновна (в девичестве Челах; 1909—1991) — были агрономами. На следующий после рождения Владимира год семья Зеленецких переехала в село Большой Янисоль (с 1946 года — Великая Новосёлка) Великоновосёлковского района Сталинской области. В 1955 году он окончил среднюю школу в этом селе и поступил в профтехучилище при Южном машиностроительном заводе, окончив которое в 1956 году начал работать слесарем в Днепропетровске. В следующем году он был призван в Вооружённые силы СССР, службу проходил в Группе советских войск в Германии.
Служил в армии он до 1960 года, когда поступил в Харьковский юридический институт, в связи с чем и был демобилизован. В 1964 году он окончил вуз и был направлен работать по распределению в Ялтинскую городскую прокуратуру, где сначала был исполняющим обязанности следователя, а затем следователем. В 1965 году он был повышен в должности до помощника прокурора города Ялты.
Одновременно с работой в прокуратуре он начал заниматься научной работой. Он был принят на кафедру уголовного процесса Харьковского юридического института как соискатель, а в 1966 году поступил в аспирантуру в этот же вуз и оставил работу в прокуратуре. В 1969 году он окончил аспирантуру и в сентябре того же года под научным руководством доцента С. А. Альперта и с официальными оппонентами М. И. Бажановым и Г. М. Ясинским успешно защитил диссертацию на соискание учёной степени кандидата юридических наук по теме «Представление следователя об устранении причин и условий, способствующих совершению преступления». Защитив кандидатскую диссертацию, был назначен на должность старшего преподавателя, а в 1971 году стал исполняющим обязанности доцента. В следующем году он был утверждён в должности доцента и ему было присвоено одноимённое учёное звание. В 1973 году доцент Зеленецкий был назначен деканом вечернего факультета Харьковского юридического института, но в 1975 году был переведён на должность старшего научного сотрудника, а в 1977 году снова стал доцентом.
В 1982 году учёный принял приглашение начать работу доцентом в Харьковском филиале Института повышения квалификации Генеральной прокуратуры СССР. При этом он продолжал преподавать в Харьковском юридическом институте. В 1987 году он был повышен в должности до заведующего кафедрой прокурорского надзора за следствием и дознанием в Институте повышения квалификации Генеральной прокуратуры. В 1989 году ему был присвоен классный чин старшего советника юстиции. Тогда же в Харьковском юридическом институте им. Ф. Э. Дзержинского он защитил диссертацию на соискание учёной степени доктора юридических наук по теме «Концептуальные основы теории борьбы с преступностью», его официальными оппонентами стали доктора юридических наук — профессора Н. А. Беляев, М. И. Ковалёв, А. В. Мицкевич и Н. И. Панов. В 1990 (по другим данным в 1989) году ему была присвоена соответствующая учёная степень, а в 1991 году — учёное звание профессора. После присвоения ему учёного звания профессора занял соответствующую должность на кафедре прокурорского надзора за соблюдением законов органами, ведущими борьбу с преступностью.
В 1997 году он начал работать в Научно-исследовательском институте изучения проблем преступности Академии правовых наук Украины, где менее года возглавлял отдел теории криминологии и криминологических исследований, а затем занял должность заместителя директора по научной работе. В 2000 году его избрали членом-корреспондентом, а спустя восемь лет — академиком Академии правовых наук Украины. Также в начале 2000-х годов он был избран академиком Международной академии наук экологии и безопасности жизнедеятельности. Возглавлял координационное бюро по уголовному процессу Академии правовых наук Украины.
Последний год жизни работал профессором на кафедре уголовного процесса Национального университета «Юридическая академия имени Ярослава Мудрого» (до 1991 года — Харьковский юридический институт) и главным научным сотрудником НИИ изучения проблем преступности. Владимир Серафимович Зеленецкий скончался 1 июня 2013 года в Харькове.

## Научная деятельность
В круг научно-исследовательских интересов В. С. Зеленецкого входил ряд вопросов наук уголовно-правового цикла и науковедение. Изучая уголовно-правовые науки, уделял особое внимание уголовному процессу, кроме того он исследовал проблемы криминологии и уголовного права.
Занимаясь изучением государственного обвинения, написал около 30 трудов. В 1976 году учёный сделал вывод, что деятельность прокурора в уголовном деле, в котором есть обвинительное заключение, не ограничивается лишь надзором за законностью действий органов досудебного следствия. Согласно данным полученным Зеленецким прокурор начинает своё участие в процессе в качестве обвинителя с момента утверждения обвинительного заключения и возбуждения государственного обвинения. В 1979 году Зеленецкий, занимаясь исследованием досудебного периода уголовного производства, пришёл к выводу о том, что «общая структура уголовного процесса состоит из трёх относительно самостоятельных видов процессов: доследственного, полистадийного, образуемого девятью процессуальными стадиями, и суммарного (сокращённого)». Продолжая изучать этот же период уголовного судопроизводства он исследовал его задачи, качество, понятие, природу, результативность, субъектный состав,  функциональную структуру и цели. В 1982 году он создал новое направление в криминологической науке «концептуальные основы общей теории борьбы с преступностью».
В 1998 году Зеленецкий издал монографию «Возбуждение уголовного дела», которая стала первым фундаментальным трудом по данной теме, опубликованным после провозглашения независимости Украины. В этой работе Зеленецкий использовал статистический метод, что также было ново для данной тематики. Он отстаивал положения о необходимости проведения органами прокуратуры предварительного следствия, реформирования органов дознания и предварительного расследования. Зеленецкий также предлагал ввести в широкое обращение понятие «доследственный уголовный процесс», но эта идея не нашла должной поддержки. Профессор А. Р. Михайленко хотя в целом давал позитивную оценку данной работе, но подверг её критике за то, что Зеленецкий часто использовал обобщённые отсылки к источникам информации, при этом не давая ссылок на первоисточники. В частности, Зеленецкий более двадцати раз сослался на следственную практику, но не привёл никаких источников на неё.
Ещё одним направлением исследований Зеленецкого было науковедение. Он занимался исследованием ряда негативных сторон в современном научном мире Украины, которые он сам назвал «теневой наукой в Украине». В своих работах он основываясь на своём эмпирическом опыте изложил данные, которые характеризуют в своём единстве способы, средства и методы «теневой научной» деятельности, а также он описал последствия и вред, которые причиняются обществу такой деятельностью. В 2011 году издал монографию «Проблемы борьбы с „теневой наукой“ в современном правоведении Украины», в которой изобличал в плагиате некоторых учёных-правоведов — учеников академика НАПрНУ А. М. Бандурки. Зеленецкий писал о Бандурке и об академической недобросовестности: «В Украине, как выясняется, можно получить диплом не то, что кандидата, а даже доктора наук, не приложив к этому никаких усилий... Остается лишь добавить к «диссертации» титульный лист и найти научного консультанта наподобие Александра Бандурки...». При этом сам Бандурка уже после смерти Владимира Серафимовича утверждал, что Зеленецкий извинился перед ним как перед руководителем диссертационных исследований.
Профессор А. Г. Кальман отмечал вклад в Зеленецкого в изучение проблем предупреждения экономических преступлений в Украине.

### Научно-практическая работа
После получения Украиной независимости профессор Зеленецкий был включён в рабочую группу, которая занималась созданием Уголовного процессуального кодекса Украины, также участвовал в разработке ряда законов Украины, которые регулировали правоотношения в области уголовного процесса, среди них были: «О порядке принятия, ресторации, проверки и решения заявлений, сообщений и прочей информации о преступлениях», «О прокуратуре Украины» и «О судоустройстве Украины».
Кроме того, был консультантом комитета Верховной Рады Украины по правовой политике и членом научно-методического совета при Генеральном прокуроре Украины и консультативного совета при Верховном суде Украины.

### Работа по подготовке учёных
Профессор Зеленецкий стал научным руководителем для семи кандидатов и научным консультантом для двух докторов юридических наук. Его учениками были: Н. В. Глинская, П. Д. Денисюк, И. Н. Козьяков, В. Ю. Кузьминова Н. В. Куркин, Л. Н. Лобойко.
Он также являлся членом двух специализированных по защите докторских и кандидатских диссертаций учёных советов Национального университета «Юридическая академия имени Ярослава Мудрого» и комитета по присуждению премий имени Ярослава Мудрого.

## Личная жизнь
Будучи греком по материнской линии занимался поддержкой греческого национального движения. В 2004 году передал ряд своих научных трудов Библиотеке Афинского университета.
Владимир Серафимович увлекался поэзией, писал стихи. За его авторством были выпущены поэтические сборники «Диалектика жизни» (2008) и «Памяти ушедших поколений» (2011).
Члены семьи Владимира Зеленецкого — жена Светлана Ивановна и дочери Татьяна и Ольга также занимались юридической деятельностью.

## Награды и память
Владимир Зеленецкий был удостоен ряда государственных, ведомственных и общественных наград и отличий:
- Почётное звание «Заслуженный деятель науки и техники Украины» (Указ Президента Украины[укр.] № 504/99 от 13 мая 1999) — «за весомый личный вклад в развитие отечественной науки, многолетнюю плодотворную научную деятельность»[39];
- Юбилейная медаль «За доблестный труд. В ознаменование 100-летия со дня рождения Владимира Ильича Ленина»[17];
- Медаль «Ветеран труда»[17];
- Почётная грамота Кабинета министров Украины[укр.] (2008)[32];
- Нагрудный знак «Почётный работник прокуратуры» (1988)[32];
- Нагрудный знак «Благодарность за добросовестную службу в органах прокуратуры» I степени Прокуратуры Украины (2007)[32];
- Нагрудный знак «Крест доблести» II степени Службы безопасности Украины (2007)[32];
- Нагрудный знак «За научные достижения»[укр.] Министерства образования и науки Украины[40];
- Премия имени Ярослава Мудрого, в номинации «за выдающиеся достижения в научно-исследовательской деятельности по проблемам правоведения» (2001)[41];
- Премия имения Ярослава Мудрого, в номинации «за выдающиеся достижения в научно-исследовательской деятельности по проблемам правоведения» (2005)[41];
- Памятный знак «200-летие существования Национальной академии Украины имени Ярослава Мудрого»[40];
- Медаль имени М. В. Ломоносова Международной академии наук экологии и безопасности жизнедеятельности общества (2001)[32];
- Звезда Вернадского III степени Международного межакадемического союза по поддержке науки и содействия подготовки научных кадров (2007)[32];
- Почётная грамота Харьковской областной организации Союза юристов Украины (8 октября 2012) — «за весомый личный вклад в укрепление законности и правопорядка, защиту конституционных прав и свобод граждан, высокие профессиональные достижения и по случаю профессионального праздника»[42].

6 февраля 2017 года состоялся организованный кафедрами уголовного процесса и уголовного процесса и оперативно-розыскной деятельности Национального юридического университета имени Ярослава Мудрого круглый стол, который был приурочен к 80-летию профессора В. С. Зеленецкого.